# Makka Kleist
Makka Kleist (* 25. Dezember 1951 in Qullissat) ist eine grönländische Schauspielerin.

## Leben
Makka Kleist ist die jüngste Tochter von Nikolaj Kleist († 2000) und seiner Frau Birthe „Bertiaraq“ Geisler († 1978). Sie hat einen Bruder und drei Schwestern. Drei weitere Geschwister starben jung. Ihr Cousin Kuupik Kleist (* 1958) wurde von ihren Eltern adoptiert. Sie besuchte die Schule in ihrem Heimatort und wurde mit zwölf Jahren nach Dänemark geschickt, um dort eine Schule in Odsherred zu besuchen. Anschließend ging sie auf die Efterskole in Aasiaat und dann auf die Realschule in Nuuk. Über den American Field Service verbrachte sie danach ein Jahr im Orange County in Kalifornien.
Nach der Schule begann sie als Dolmetscherin im Kreis- und Landesgericht zu arbeiten, ließ sich dann aber in Dänemark weiterbilden. Anschließend übte sie mehrere Gelegenheitsjobs aus und begann dann am Seminarium in Frederiksberg zu studieren. Während des Studiums wechselte sie an das Ilinniarfissuaq und beendete das Studium dort. Durch einen Auftritt der Theatergruppe Tuukkaq wurde sie an ihren Kindheitstraum, Schauspielerin zu werden, erinnert und begann nach dem abgeschlossenen Lehrerstudium 1978 eine Schauspielausbildung im Tuukkaq Teatret in Fjaltring. Nach fünf Jahren verließ sie das Theater und zog nach Toronto, wo sie sich einer indianischen Theatergruppe anschloss, der auch Monique Mojica angehörte. 1986 erhielt sie eine Rolle im Film Mistress Madeleine als Teil der Reihe Daughters of the Country. 1987 war sie die einzige Darstellerin in dem von Tomson Highway geschriebenen Theaterstück Aria. Bei einer Aufführung des Werks in London bot ihr ein Agent des Royal Shakespeare Theatre eine beliebige Rolle an und sie überlegte, die Rolle der Lady Macbeth anzunehmen, sagte dann aber ab, um nach Grönland zurückzukehren, um ihren Vater zu pflegen, der in Narsaq lebte. Mangels Schauspielrollen begann sie 1987 als Lehrerin zu arbeiten.
Der Beruf erfüllte sie jedoch nicht und so schloss sie sich 1988 in Nuuk der grönländischen Schauspielgruppe Silamiut an. Sie spielte im Theaterstück Aari mit, das in Dänemark und Norwegen aufgeführt wurde. Sie wurde von Svenn B. Syrin entdeckt und begann 1990 bei ihm in Tromsø in der Theatergruppe Sampoteatret aufzutreten. Makka Kleist und Svenn Bernhard Syrin geb. Eriksen (* 1948), Sohn des Kaufmanns Tolvar Marinius Eriksen († 1975) und Eva Halvorsen († 2007) heirateten 1995. Als Syrin das Theater verließ, leitete Makka es. Zeitweise trat sie auch am Hålogaland-teatret auf.
2004 zogen Syrin und Makka zusammen nach Grönland, wo Syrin Leiter von Silamiut wurde. Von 2007 bis 2016 war Makka Kleist Leiterin der grönländischen Schauspielausbildung. 2011 erhielt sie den Grönländischen Kulturpreis. Neben Rollen in mehreren grönländischen Filmproduktionen hatte sie 2013 eine Nebenrolle im Hollywoodfilm Das erstaunliche Leben des Walter Mitty inne. Daneben ist sie weiterhin als Theaterschauspielerin tätig. Sie lebt aus gesundheitlichen Gründen seit 2018 gemeinsam mit ihrem Mann Svenn B. Syrin in Ærøskøbing.

## Filmografie
- 1986: Mistress Madeleine
- 2003: Nukappiaraq Nanoorusuttoq
- 2006: Sleep Murder
- 2009: Nuummioq
- 2009: Faith, Hope and Greenland
- 2013: Das erstaunliche Leben des Walter Mitty
- 2018: Lykkelænder (The Raven and the Seagull)